# Enosch
Enosch (hebräisch אֱנוֹשׁ „Mensch“) ist eine biblische Gestalt im Alten Testament.
Enosch ist der älteste Sohn des Set, des dritten Sohnes von Adam und Eva. Laut Gen 5,6–11  war sein Vater 105 Jahre alt, als er Enosch zeugte. Über seine Mutter werden in der Bibel keine Angaben gemacht. Das Buch der Jubiläen nennt als seine Mutter Sets Schwester Asura. Enosch wurde im Alter von 90 Jahren zum ersten Mal Vater. Gemäß dem Buch der Jubiläen war seine Frau seine Schwester Noam. Er nannte seinen ältesten Sohn Kenan. Anschließend soll er noch 815 Jahre gelebt haben und viele weitere Söhne und Töchter gehabt haben. Enosch starb somit im Alter von 905 Jahren. Weiterhin wird in Gen 4,26  erwähnt, dass man zu der Zeit, als dem Set Enosch geboren wurde, begann den Namen Gottes, JHWH, anzurufen.
Enosch findet Erwähnung im Stammbaum Jesu in Lk 3,38 .
Dem Buch der Jubiläen (4,11–13) zufolge, einer kanonischen Schrift der Äthiopisch-Orthodoxen Kirche, war es allerdings Enosch selbst, und nicht sein Vater, der begann, den Namen des Herrn anzurufen. Daher wird er in der äthiopisch-orthodoxen Tradition als ein gläubiger und gerechter Diener Gottes betrachtet. Ebenso schreibt man ihm zu, nach einer göttlichen Offenbarung das ursprüngliche Konsonantenalphabet eingeführt zu haben, in dem die altäthiopische Kirchensprache geschrieben wurde.
Im Heiligenkalender der Armenisch-Apostolischen Kirche wird sein Tag am 30. Juli gehalten.